# Carnival of Souls
Carnival of Souls: The Final Sessions – siedemnasty album studyjny amerykańskiego zespołu muzycznego Kiss, wydany w październiku 1997.

## Utwory
1. Hate (4:36)
2. Rain (4:46)
3. Master & Slave (4:57)
4. ChildHood’s End (4:20)
5. I Will Be There (3:49)
6. Jungle (6:49)
7. In My Head (4:00)
8. It Never Goes Away (5:42)
9. Seduction of the Innocent (5:16)
10. I Confess (5:23)
11. In the Mirror (4:26)
12. I Walk Alone (6:07)

## Skład
- Paul Stanley – gitara rytmiczna, śpiew
- Gene Simmons – gitara basowa, śpiew
- Bruce Kulick – gitara prowadząca, śpiew (w "I Walk Alone")
- Eric Singer – perkusja